# Despido laboral
El despido es la acción a través de la cual un empleador da por finalizado unilateralmente un contrato laboral con su empleado.

## Sistemas de terminación del contrato individual de trabajo
En derecho comparado, existen al menos tres sistemas diferentes por los cuales puede regularse la terminación del contrato individual de trabajo:
- Libre despido: el empleador es libre para despedir al trabajador cuando lo estime conveniente, incluso sin expresión de causa. Este sistema en general no es aceptado por la doctrina, debido a la gran incertidumbre que introduce en el trabajador, al no tener una garantía mínima de que conservará su trabajo el día de mañana, y que incluso puede afectar su productividad.

- Despido regulado: en principio el empleador tiene cierta libertad para despedir al trabajador, pero para hacerlo debe ceñirse a una serie de exigencias legales (como expresión de causa, notificaciones, expedición de comprobantes de pago de obligaciones y otras) que garanticen los derechos del trabajador. Es el sistema más utilizado.

- Despido por cláusula: el trabajador no puede ser despedido si en  el contrato de trabajo se establece que la relación laboral puede terminar por quiebra de empresa, muerte o enfermedad contagiosa; así mismo cualquier otra acción o caso fortuito que contemple el contrato.  Este régimen es más propio de los funcionarios públicos que de la empresa privada. Aunque durante la mayor parte del siglo XX se tendió a este sistema, hoy en día cada vez está más en desuso por la aplicación de las ideas económicas liberales.

## Estatuto de los Trabajadores
El Estatuto de los Trabajadores de España recoge tres motivos, muy genéricos, por los que un empresario puede decidir de forma objetiva, es decir, con una causa justificada, despedir a un trabajador por motivos económicos, de organización o técnicos. La diferencia entre un despido objetivo o justificado y uno improcedente se sitúa básicamente en la indemnización: mientras el primero conlleva una indemnización de 20 días por año trabajado con un tope máximo de 12 mensualidades, el segundo contempla una de 45 días o 33 días, según el tipo de contrato (si es anterior o posterior a la reforma laboral de 2012) por año y sitúa el límite en 42 mensualidades o 24, respectivamente.

## Efectos del despido
Para determinar el efecto del despido, hay que distinguir previamente el tipo de despido:
- Despido procedente: Está amparado en alguna causa que la ley y, en su caso, el contrato firmado, considera suficiente como para resolver unilateralmente la relación. En este caso, el empleado no puede exigir indemnización alguna, esto en el caso de ser despido disciplinario, en caso de ser despido por causas objetivas sí que tendrá derecho a indemnización.

- Despido disciplinario: cuando el trabajador incumpla de manera grave y sea culpable de algunas normas tipificadas en el artículo 54 del Estatuto de los trabajadores. Algunas de estas situaciones pueden ser faltas injustificadas, agresiones verbales o físicas a compañeros de trabajo o superiores o trabajar bajo los efectos del alcohol y drogas.[2]

- Despido improcedente[3]: El despido no tiene causa, o dicha causa no está contemplada en la ley o, en su caso, en el contrato firmado entre las partes. El empleado normalmente puede exigir una indemnización por dicho despido, que dependerá de la legislación aplicable.[4]

- Despido nulo: En ocasiones, ciertas legislaciones entienden que el despido por ciertas causas es nulo. Por ejemplo, en España se entiende que es nulo el despido por causa de embarazo y en Chile si no se han pagado las cotizaciones de seguridad social. En ese caso, el empleado puede exigir, o bien, una indemnización, o bien su readmisión con efectos retroactivos (cobrando el salario íntegro como si nunca hubiese sido despedido).

En ocasiones se contemplan casos híbridos. Puede ocurrir que la ley entienda que hay una causa de despido procedente, que da derecho a una indemnización, aunque sea algo menor que si el despido fuese improcedente. Es el caso de despidos por motivos económicos (la empresa pasa por dificultades económicas y necesita reducir el número de empleados).
El principal efecto del despido es que finaliza la relación laboral entre las partes.
Aparte de eso, el despido puede generar otros efectos colaterales:
- Puede generar en ciertos casos derechos a indemnización.
- También implica que el comienzo del estatus de desempleado para el trabajador. Esto le puede permitir cobrar subvenciones si la legislación del Estado contempla dicha posibilidad y cumple los requisitos.

## Requisitos formales del despido
Aunque dependerá finalmente de las legislaciones específicas, es bastante común la exigencia de requisitos formales para tener por configurado el despido. Se pueden citar algunos requisitos habituales:
- Carta de despido: Comunicación escrita del empleador dirigida al trabajador en la cual indica su voluntad de despedirlo, así como las causas y la fecha a partir de la cual se hará efectiva la medida. La carta de despido es un derecho del trabajador, recogido en el Estatuto de los Trabajadores. Es un documento importante para el empleado despedido, ya que en caso de reclamación puede servir para probar la improcedencia o nulidad del despido laboral.[6]
- Preaviso: En muchas legislaciones se establece la obligación del empleador de preavisar el despido cuando el mismo es improcedente o incausado, esto es, comunicar su decisión con una antelación mínima a su efectivización, con el fin de otorgar al trabajador un lapso en el que pueda buscar un nuevo empleo. En caso de no otorgar ese preaviso, el empleador debe abonar una indemnización sustitutiva cuyo monto regula la legislación.